# Berzovia (gmina)
Gmina Berzovia – gmina w okręgu Caraș-Severin w zachodniej Rumunii. Zamieszkuje ją 3891 osób. W skład gminy wchodzą miejscowości Berzovia, Fizeș i Gherteniș. Na terenie gminy znajduje się rumuński Fort Berzovia.